# Muzio Clementi
Muzio Clementi (Rim, 23. siječnja 1752. – Evesham, 10. ožujka 1832.), talijanski pijanist i skladatelj.
Živio je u Londonu djelujući kao koncertni pijanist, pedagog, dirigent, glazbeni nakladnik i tvorničar klavira. Uz to je koncertrirao u važnijim europskim glazbenim središtima od Pariza do Petrograda. Kao skladatelj (brojne sonate, sonatine zbirke etida "Gradus ad parnassum") bitno je pridonio stvaranju specifično klavirskog stila i tehnike te oblikovanju klasične klavirske sonate.
Otac ga je potaknuo na studij glazbe, a kao mladog skladatelja sponzorirao ga je Sir Peter Beckford koji ga je odveo u Englesku kako bi nastavio studij. Kasnije je iz svoje dugogodišnje baze u Londonu mnogo puta obišao Europu. U jednoj od tih prigoda, 1781. godine, sudjelovao je na pijanističkom natjecanju s Wolfgangom Amadeusom Mozartom.
Pod utjecajem škole čembala Domenica Scarlattija i Haydnove klasične škole te stila Galantea Johanna Christiana Bacha i Ignazija Cirrija, Clementi je razvio tečan i tehnički legato stil, koji je prenio na generaciju pijanista, uključujući Johna Fielda, Johann Baptist Cramer, Ignaz Moscheles, Giacomo Meyerbeer, Friedrich Kalkbrenner, Johann Nepomuk Hummel i Carl Czerny. Značajno je utjecao na Ludwiga van Beethovena i Frédérica Chopina.
Clementi je također producirao i promovirao vlastiti brand klavira i bio je zapažen glazbeni izdavač. Zbog te aktivnosti na repertoaru su ostale mnoge skladbe Clementijevih suvremenika i ranijih umjetnika. Iako su u njegovo doba ugled Clementija premašili samo Haydn, Beethoven i Rossini, njegova je popularnost klonula većim dijelom 19. i 20. stoljeća.